# Martinus Veltman
Pour les articles homonymes, voir Veltman.
Martinus J. G. Veltman, né le 27 juin 1931 à Waalwijk et mort le 4 janvier 2021 à Bilthoven, était un physicien néerlandais. Il est colauréat avec Gerard 't Hooft du prix Nobel de physique de 1999 pour des travaux sur la structure quantique servant en physique des particules.

## Biographie
Ses premières années d'études se déroulent dans d'assez mauvaises conditions, la Seconde Guerre mondiale ayant entraîné une pénurie matérielle et humaine. Il passe sa thèse en 1960 au CERN puis une grande partie de sa carrière à l'université d'Utrecht avant d'émigrer aux États-Unis en 1980 où il travaille à l'université du Michigan.
En 1968, il commence les recherches le conduisant au prix Nobel de physique. En 1999, il est colauréat avec Gerard 't Hooft de ce prix « pour l'élucidation de la structure quantique des interactions électrofaibles en physique ».
Il prend sa retraite en 1996, date à laquelle il retourne aux Pays-Bas.
En 2003, Veltman publie un livre sur la physique des particules, Facts and Mysteries in Elementary Particle Physics, destiné à un large public.
L'astéroïde (9492) Veltman a été nommé en son honneur.